# Герб Синяви (Рокитнянський район)
Герб Синяви — геральдичний символ села Синява Рокитнянського району Київської області (Україна). Герб затверджений одинадцятою сесією Синявської сільської ради VI скликання Рішенням № 208 «Про затвердження символіки територіальної громади села Синяви» від 22 березня 2012 року. Автори зображення й опису символіки, художники-оформлювачі: Поліщук Сергій Анатолійович, Крижанівський Олексій Олександрович.

## Опис
Герб являє собою чотирикутний щит, який має співвідношення висоти до ширини 8:7. Щит розділений горизонтально блакитною хвилястою смугою на дві рівні частини. Блакитна стрічка є символом річки Рось, на якій розташоване село.
У верхній частині щита зображено:
- синє небо - символізує висоту, вічність, постійність та надійність;
- сивий туман - символізує еволюцію, розвиток й бездоганність, адже утворюється із двох життєво необхідних елементів – повітря і води;
- золоте сяюче сонце з 16 промінцями, що сходить, поставлене у верхній правий кут, символізує добробут і розквіт;
- зелена гора – символ Божої гори, що розташована поблизу села. За легендою, саме на ній у III ст. було страчено вождя антів Божа. З метою вшанування події в цій місцевості встановлений пам’ятний знак. Божа гора ототожнюється з непереборним прагненням до волі, свободи;
- золоте поле – символ хлібних ланів з достиглим зерном, - означає мирну працю і достаток.

Нижня частина розділена на два рівновеликих зелених поля, що ототожнюється з багатими природними ресурсами, родючими та щедрими землями села.
У нижній частині розміщені дві візитні картки села Синява – Миколаївська церква й Водяний млин.
У правому полі зображено одну з найстаріших дерев’яних церков Київської області – Миколаївську церкву (збудовано 1730 р.), яка є пам’яткою архітектури національного значення.
У лівому полі знаходиться трикутна арка і водяне колесо, що символізують Водяний млин, - пам’ятку архітектури місцевого значення. Його збудували на річці Рось на початку XIX століття, а в 1904 (даний рік зазначено на фасаді) він був суттєво збільшений.
Миколаївська церква й Водяний млин є символами відвічних начал українського народу – віри і хліборобської праці.
З правої нижньої сторони щит прикрашений зеленим дубовим листям з двома жолудями (символізують силу, славу, міцність, зрілість, могутність, перемогу і боротьбу жителів села в різні історичні часи), з лівої – темно-зеленим калиновим листям з плодами (символізують вірність національним традиціям, любов до рідного краю).
Два золоті колоски пшениці з зернятами в два ряди розміщені по одному колоску з обох сторін щита. Загальна кількість зернят на колосках – 22, що відповідає кількості вулиць села. Колосся символізує багаті хліборобські традиції краю.
Над гербом – жовто-блакитна стрічка з написом «Синява». Поєднання жовтого й блакитного кольорів на стрічці показує приналежність села до держави Україна.